# Club Foot
Club Foot је деби сингл британске рок групе Касејбијан издат 17. маја 2004. године и налази се на првом албуму, истоименом албуму. Ова песма је посвећена чешком студенту Јану Палаху који је извршио самоубиство у политичком протесту самозапаљивањем.

## Списак песама
1. (3.36)
2. (3.36)
3. (3.07)
4. (3.22)
5. (Уживо) (4.27) Recording from Brixton Academy
6. (музички спот)
7. (спот уживо из Брикстон академије)